# Беррейдж, Альфред
Альфред Мак-Лелланд Беррейдж (англ. Alfred McLelland Burrage; 1889—1956) — английский писатель, автор произведений в жанре литературы ужасов, юношеской литературы, а также мемуаров о Первой мировой войне. В настоящее время наиболее известен именно как автор в жанре историй с привидениями.

## Биография
Альфред Мак-Лелланд Беррейдж родился в городе Хиллингдон, Миддлсекс, 1 июля 1889 года, в семье Альфреда Шеррингтона Беррейджа, который, как и дядя Беррейджа, был автором фантастических произведений для детей. Альфред Шеррингтон Беррейдж скончался в 1906 году, причем биографическая заметка 1921 года в журнале Ллойда предполагает, что сам Беррейдж в это время был в католической школе Святого Августина, Рамсгейт.

## Творчество
В своё время был очень популярен как автор фантастических книг для юношества, которые он опубликовал под своим псевдонимом Франк Лелланд (в том числе знаменитую серию под названием «Tufty»).
Беррейдж участвовал в Первой мировой войне, о своей службе рассказал в мемуарах, которые опубликовал под псевдонимом «Ex-Private X», как и вышеупомянутый сборник. Мемуары эти он назвал «На войне как на войне».
Также среди его произведений широко известен сборник «Кто-то в комнате» (англ. Someone in the Room) (1931), в который вошли различные рассказы о призраках и духах, в частности, рассказ «Smee» (так Беррейдж назвал в рассказе вариант игры в прятки, который в оригинале называется «сардины»).

## Известные рассказы
- Smee (название происходит от англ. It’s me — «Это я»);
- One Who Saw (Тот, кто видел);
- The Shadowy Escort (Призрачный эскорт)
- The Waxwork (Музей восковых фигур)
- The Running Tide (Набегающий прилив)

## В современности
Известный рассказ Беррейджа «Smee», в котором дети играли в вариант игры в прятки в доме, где десять лет назад сломала шею девочка, был опубликован в сборнике «Ghost Stories» библиотеки «Oxford Bookworms Library» в адаптации Розмари Борден.
На русском языке существует перевод его рассказа «Музей восковых фигур», неоднократно экранизированного, включая эпизод шоу Alfred Hitchcock Presents (Season 4, Episode 27) в 1959 году.
Так или иначе, найти опубликованные работы Беррейджа в наши дни представляется крайне сложным.